# 米聊
米聊（英語：Mi Talk），前身為小米通，是小米科技于2010年12月10日推出的即時通訊軟體。

## 历史
2013年12月，中國IT研究中心一項調查指出中國內地市場較受歡迎的流動通訊應用排名，主要是QQ和微信，其次是新浪微博、陌陌、米聊、連我等。
2014年6月7日，小米宣布與微軟達成戰略合作，聊天机器人「小冰」全面接入米聊，以提供智能聊天、天氣查詢、餐飲點評等服務。
2014年8月，累計用戶在1700萬以上。
2014年9月15日，小米推出米聊2015，接入微軟小冰、蝦米音樂、小米商城、小米論壇等服務。相關的應用提升，包括了订阅号的聚合显示。
2021年1月19日，米聊官方宣布將于2021年2月19日12點00分停止服務。一週後，米聊團隊於官網發布了「米聊，重新出發」的公告，「新米聊是一個面向專業人士的語音聊天App」，類似於Clubhouse。

## 外部連結
- 官方网站